# Gura Caliței
Gura Caliței è un comune della Romania di 2 945 abitanti, ubicato nel distretto di Vrancea, nella regione storica della Muntenia. 
Il comune è formato dall'unione di 10 villaggi: Bălănești, Cocoșari, Dealu Lung, Groapa Tufei, Gura Caliței, Lacu lui Baban, Plopu, Poenile, Rașca, Șotârcari.